# クラウディア・アウグスタ街道

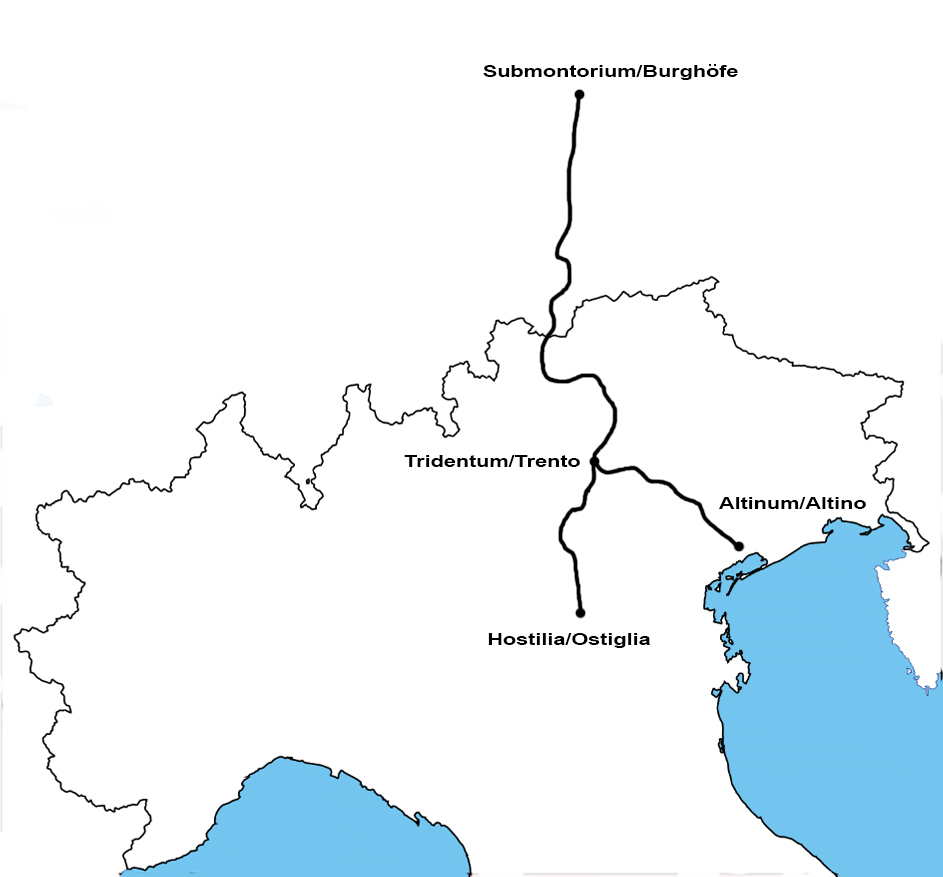
クラウディア・アウグスタ街道

クラウディア・アウグスタ街道（ラテン語: Via Claudia Augusta）は、北イタリアとラエティア属州（現 ドイツ南部）の間を結ぶローマ街道。
クラウディア・アウグスタ街道は、紀元前15年にネロ・クラウディウス・ドルースス（初代皇帝アウグストゥスの甥）がティベリウス（後の第2代皇帝）と共に建設を始め、第4代皇帝クラウディウスの時代の47年頃に完成した。ラエティア属州やノリクム属州の支配を完全にするための軍用道路として計画されたものである。
街道はアドリア海のヴェネツィアの潟に面したアルティナム(英語版)付近及びポー川中流に面したHostilia（現 オスティーリア）の2箇所を起点とし、ヴェローナ、Feltria（現 フェルトレ）を経てトリデントゥム（現 トレント）で合流後アディジェ川に沿ってアルプス山脈に入り、Pons Drusi（現 ボルツァーノ）通過しレッシェン峠を越え、Foetes（現 フュッセン）や、アルプスの北側で最大のローマ人入植地の一つでもあったアウグスタ・ヴィンデリコルム（現 アウクスブルク）を通りドナウ川に面したBurghoefe（現 ドナウヴェルト付近）に至る。